# まさきひろ
まさき ひろ（1959年12月13日-）は、日本の男性アニメ脚本家。廣 真希、広 真紀の名義も使用している。長崎県出身。

## 参加作品

### シリーズ構成
- 満月をさがして（2002年 - 2003年）
- ソニックX（2003年～2004年・絵コンテも担当）
- トランスフォーマー ギャラクシーフォース（2005年）
- ディノブレイカー（2005年・絵コンテも担当）
- まじめにふまじめ かいけつゾロリ（2005 - 2006年）
- シャイニング・ティアーズ・クロス・ウィンド（2007年）

### 脚本
- デジモンアドベンチャー（1999年）（最終回執筆）
- デジモンアドベンチャー02（2000年）
- デジモンテイマーズ（2001年）
- パラッパラッパー （2001年）
- ぐるぐるタウンはなまるくん（2001年）
- 名探偵コナン（2001年 - ）
- デジモンフロンティア（2002年）
- キン肉マンII世（2002年）
- 天使な小生意気（2002年）
- ボンバーマンジェッターズ（2002 - 2003年）
- なるたる（2003年）
- ボボボーボ・ボーボボ（2003 - 2005年）
- 金色のガッシュベル!!（2003 - 2006年）
- 王ドロボウJING（2004年）
- 冒険王ビィト（2004年）
- 冒険王ビィト エクセリオン（2005年）
- ふしぎ星の☆ふたご姫（2005年 - 2006年）
- サルゲッチュ 〜オンエアー〜 2nd（2006年 - 2007年）
- この青空に約束を― 〜ようこそつぐみ寮へ〜（2007年）
- ペンギンの問題（2008年）
- エレメントハンター（2009年）

### 劇場映画
- ジゴロ・コップ　六本木・赤坂　美少年倶楽部(1991年)
- 突風!ミニパト隊(1991年)
- 首吊り気球(2000年)
- 稲川淳二の呪界(2000年)
- デジモンテイマーズ 暴走デジモン特急
- 愛欲の宇宙戦争(2004年)

### 舞台
- お憑かれ！Only幽(劇団すごろく、2005年)
- うるさ方（劇団すごろく、2007年）
- 大江山　貴女の深情け(はんぞうSHIBAI、2011年）

### 小説
- 大江戸フランケンシュタイン-エレキの虹
- デジモンアドベンチャー 1 いま、冒険がはじまる
- デジモンアドベンチャー 2 8人目の選ばれし子ども
- デジモンアドベンチャー 3 冒険はまだ終わらない
- 幕末二万マイル
- 量子館殺人事件